# Хой (возвышенность)
Хой — возвышенность на территории Ямало-Ненецкого автономного округа.

## География
Расположена в центральной части полуострова Ямал между Северо-Ямальской и Южно-Ямальской возвышенностями. Имеет дугообразную форму, проходит с северо-запада на юго-восток. На возвышенности расположены истоки Юрибея и множества других мелких рек. На западном склоне находится упразднённое село Таркосале. Также возле северных и южных склонов лежат озёра Сохонто, Сявтото и Яррото 1-е.
Наивысшая точка — безымянная гора в северной части высотой 81 метр.